# 왕석기
왕석기(王釋器, 생년(1341년경 전후 출생) 미상~1375년 음력 5월경)는 고려 왕족 종실(高麗 王族 宗室)이며, 고려의 불교 승려로, 충혜왕의 서자이고, 충목왕과 충정왕의 배다른 서동생이다.

## 생애
충혜왕의 서자이자 셋째 아들로, 어머니는 은천옹주 임씨이고 1344년(충목왕 1년)에 아버지(충혜왕)를 여의었다. 1348년(충목왕 4년)에 등극한 이복형 충정왕의 명에 의하여 1349년(충정왕 1년)경에 승려로 출가하고 원나라에서 거주하다가, 1351년(공민왕 즉위년) 음력 12월 공민왕에 의해 현재의 부산광역시에 있던 만덕사에 유폐되었다. 이후 공민왕은 원나라에서 석기를 데려갈까봐 만덕사에서 데려왔는데, 1356년(공민왕 5년)에 일부에서 석기를 추대하여 왕위에 올린다는 역모가 고해져 관련 인물들이 참형을 당하고 석기는 제주도로 유배되었다. 당시 석기는 수정사라는 절에 숨었던 적이 있었으며, 제주도를 탈출하여 이곳 저곳을 떠돌아 다니다가 백언린이라는 이의 집에 숨어들었고, 1362년(공민왕 11년)경을 전후해 민간의 여자와 결혼하여 1374년(공민왕 23년) 1월경에 아들을 낳았다.
1373년(공민왕 22년) 음력 12월에는 평양윤으로 있던 전녹생이라는 이가 고려 왕족 석기를 사칭하고 다니는 자를 잡아 목을 베어 그 머리를 차라리 개경으로까지 보내었다.
1375년(우왕 1년) 음력 5월 석기는 처형되었고, 1382년(우왕 8년) 음력 4월 석기의 아들도 어언 9세경에 암살되었다.

## 같이 보기
- 만덕사지
- 고려의 역사